# Partido de la Revolución Democrática
Die Partido de la Revolución Democrática (PRD, Partei der demokratischen Revolution) war eine der großen Parteien in Mexiko, hat aber in den letzten Jahren an Bedeutung verloren. Sie gilt als gemäßigt links.

## Geschichte
Die Partei wurde am 5. Mai 1989 in Mexiko-Stadt gegründet, u. a. von Cuauhtémoc Cárdenas Solórzano, Heberto Castillo, Gilberto Rincón Gallardo, Porfirio Muñoz Ledo und anderen linken Politikern. Sie ging aus verschiedenen oppositionellen Gruppierungen und den Initiativen Intellektueller hervor. Die PRD wurde als Partei des 6. Juli bezeichnet. An diesem Tag fand 1988 die mexikanische Präsidentschaftswahl statt; als Kandidat eines linken Bündnisses lag Cárdenas nach Auszählung der ersten Stimmen überraschend vorne. In der Folge brach unerklärlicherweise das Computersystem zusammen. Nach ein paar Tagen wurde Carlos Salinas de Gortari als Sieger festgestellt. Cárdenas und einige Anhänger hatten zuvor die regierende Staatspartei PRI verlassen.
Bei den Präsidentschaftswahlen am 2. Juli 2000 erhielt Cárdenas als PRD-Kandidat 16,6 % der Stimmen. Viele linke Wähler hatten aus taktischen Gründen für den konservativen Kandidaten Vicente Fox gestimmt und damit die mehr als 70-jährige Herrschaft der PRI beendet. Bei der gleichzeitigen Wahl zum Senat nahm die PRD an der Allianz für Mexiko teil, welche 15 der 128 Sitze im Senat gewann. Bei der Wahl zum mexikanischen Abgeordnetenhaus erhielt die Partei 17,6 % der Stimmen bzw. 95 von 500 Mandaten.
Die Partei war vor allem in der Mitte und im Süden des Landes stark vertreten. Sie gewann die Gouverneurswahlen in den Bundesstaaten Guerrero, Chiapas, Michoacán, Zacatecas, Baja California Sur sowie im Hauptstadtbezirk, in dem sie regierte, seit dort 1997 die Direktwahl eingeführt wurde. Bei der Kommunalwahl 2003 gewann die PRD im Hauptstadtbezirk in 13 von 16 Wahlkreisen.
Der ehemalige Chef der Stadtverwaltung von Mexiko-Stadt, Andrés Manuel López Obrador, war bei der Präsidentschaftswahl 2006 Kandidat der Partei. Er galt als einer der Favoriten, unterlag jedoch äußerst knapp seinem Konkurrenten Felipe Calderón (PAN). López Obrador und die PRD warfen Calderón Wahlbetrug vor und erkannten dessen Sieg nicht an. Stattdessen bezeichnete sich López Obrador als legitimer Präsident Mexikos.
Im Süden des Landes arbeitete die Basis der PRD lange Zeit mit den Zapatistas zusammen und unterstützte deren Aufbau autonomer Verwaltungs- und Versorgungsstrukturen. Es kam allerdings vermehrt zu Unstimmigkeiten, da die Führung der PRD die wirtschaftsfördernden Reformen der Regierung nicht grundsätzlich kritisierte, sondern lediglich sozial abzufedern versuchte. Auch waren nach der Abwahl der PRI auf den verschiedenen Ebenen vermehrt ehemalige PRI-Funktionäre zur PRD übergelaufen, so dass nun die lokalen Machtstrukturen, die durch die PRI aufgebaut wurden, teilweise durch PRD-Funktionäre fortgesetzt werden.
Mit ihrem Engagement für mehr Gerechtigkeit und Offenheit in der Gesellschaft und als linkeste der drei großen Parteien Mexikos erreichte sie allerdings noch immer eine breite Wählerschaft.
Andrés Manuel López Obrador verließ allerdings die Partei und gründete 2011 das Movimiento Regeneración Nacional (MORENA). Angesichts der Verwicklung von PRD-Politikern im Bundesstaat Guerrero in die Massenentführung in Iguala 2014 und der dadurch offenbar gewordenen tiefen Krise der Partei forderte der Parteigründer Cuauhtémoc Cárdenas Solórzano am 17. November 2014 in einem Offenen Brief den Parteivorstand zum Rücktritt auf.
Die Bundeswahlen in Mexiko 2018 führten zu einem politischen Umbruch. Der Kandidat der MORENA-geführten Koalition López Obrador gewann die Wahlen mit 53,2 % der Stimmen. Der von der PRD unterstützte Ricardo Anaya Cortés von der konservativen PAN wurde nur Zweiter. Bei den Wahlen zum Repräsentantenhaus erreichte die PRD nur 5,27 % der Stimmen.